# 察来山
察来山（さっくるやま）とは、北海道の石狩郡当別町と樺戸郡新十津川町との境に山頂がある標高589.8mの山である。

## 概要
察来山が、当別川の水源とされている。当別町青山奥四番川と、新十津川町幌加との境界に、山頂がある。暑寒別山系増毛山地の南端にあるとされる。
山の名は、アイヌ語で「夏の通り道」を意味する「サㇰ・ル」に由来するという。
2006年刊の北海道新聞社発行の「北海道雪山ガイド」に、紹介されている54山の一つとして、登場している。
インターネット上では、当別側からの登山ルートが、紹介されている。当別町の市街地からは、北海道道28号当別浜益港線で、青山四番川を通り、国道451号線に入り、新十津川方面に向かい、四番川橋を渡り、「察来山登山口」の表示の林道に沿って進む。
新十津川町より国道451号線で、青山トンネルを超えて当別町に入り、四番川橋手前で、「察来山登山口」の表示の林道にたどり着く。林道を進むと、分岐点があるが、右の道に入り、三連の砂防ダムが進行方向左に見えたところをまだ進み、林道の分岐点をどちらかに進み、林道から離れ登って、頂上に到達するという行程が、「四番川コース」として、「北海道雪山ガイド」に紹介されている。林道から離れたところに、頂上があるため、樹木が生い茂る季節では、頂上に到達することは、困難である
なお、山頂には、2013年5月現在、「察来山 標高590m」なる看板がある。
山頂よりスキーで滑る動画が、YouTube で、アップロードされている。

## 近くの山
- 神居尻山（947m）
- ピンネシリ山（1,100m）